# Sulislav
Sulislav (en allemand : Solislau) est une commune du district de Tachov, dans la région de Plzeň, en Tchéquie. Sa population s'élevait à 209 habitants en 2022.

## Géographie
Sulislav se trouve à 5 km à l'est de Stříbro, à 32 km à l'est-sud-est de Tachov, à 22 km à l'ouest de Plzeň et à 105 km à l'ouest-sud-ouest de Prague.
La commune est limitée par Pňovany au nord-est, par Kbelany à l'est, par Hněvnice et Stříbro au sud, par Sytno et Vranov à l'ouest, et par Stříbro au nord-ouest.

## Histoire
La première mention écrite de la localité date de 1193.

## Galerie

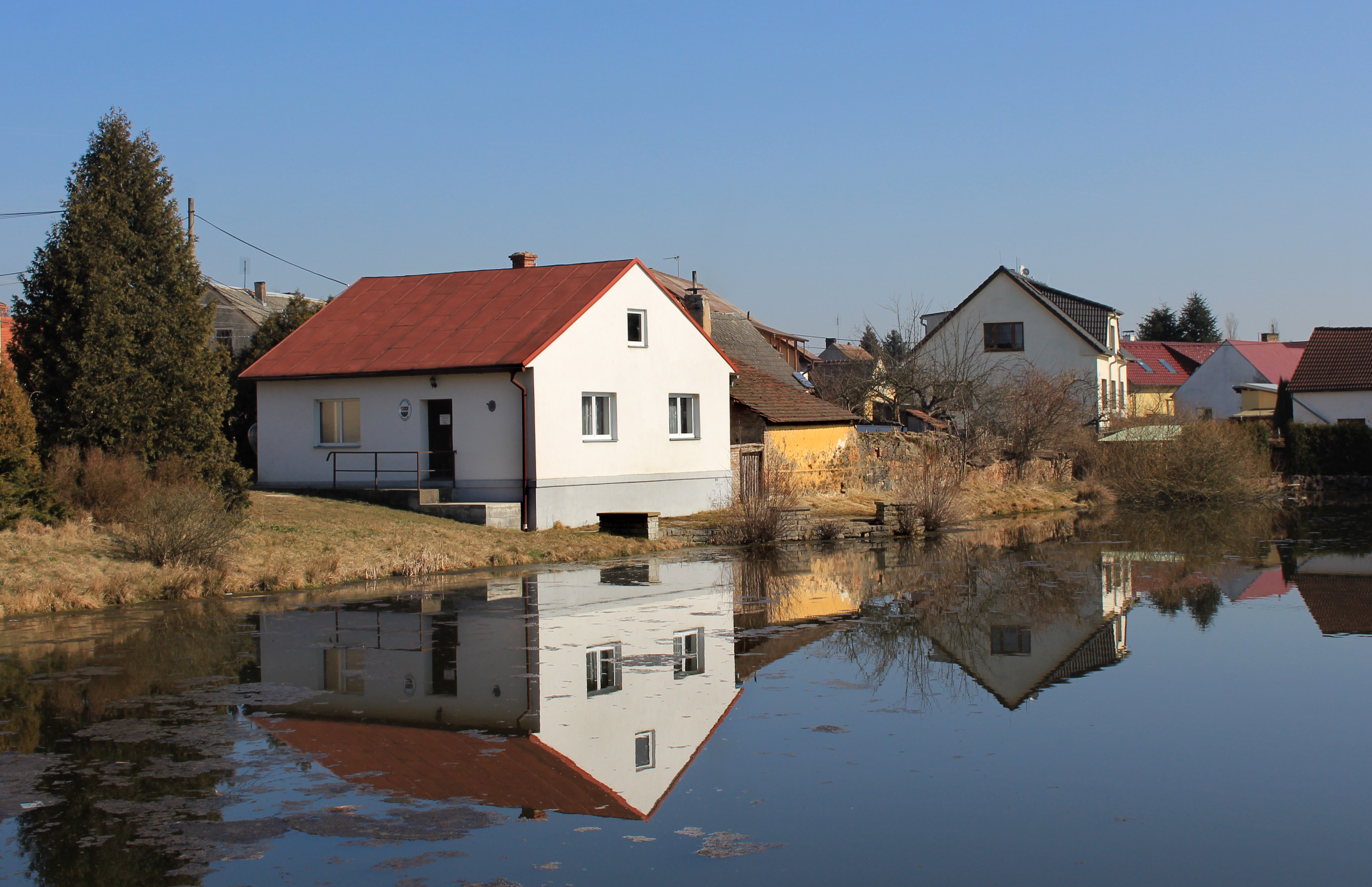
Sulislav : la mairie.
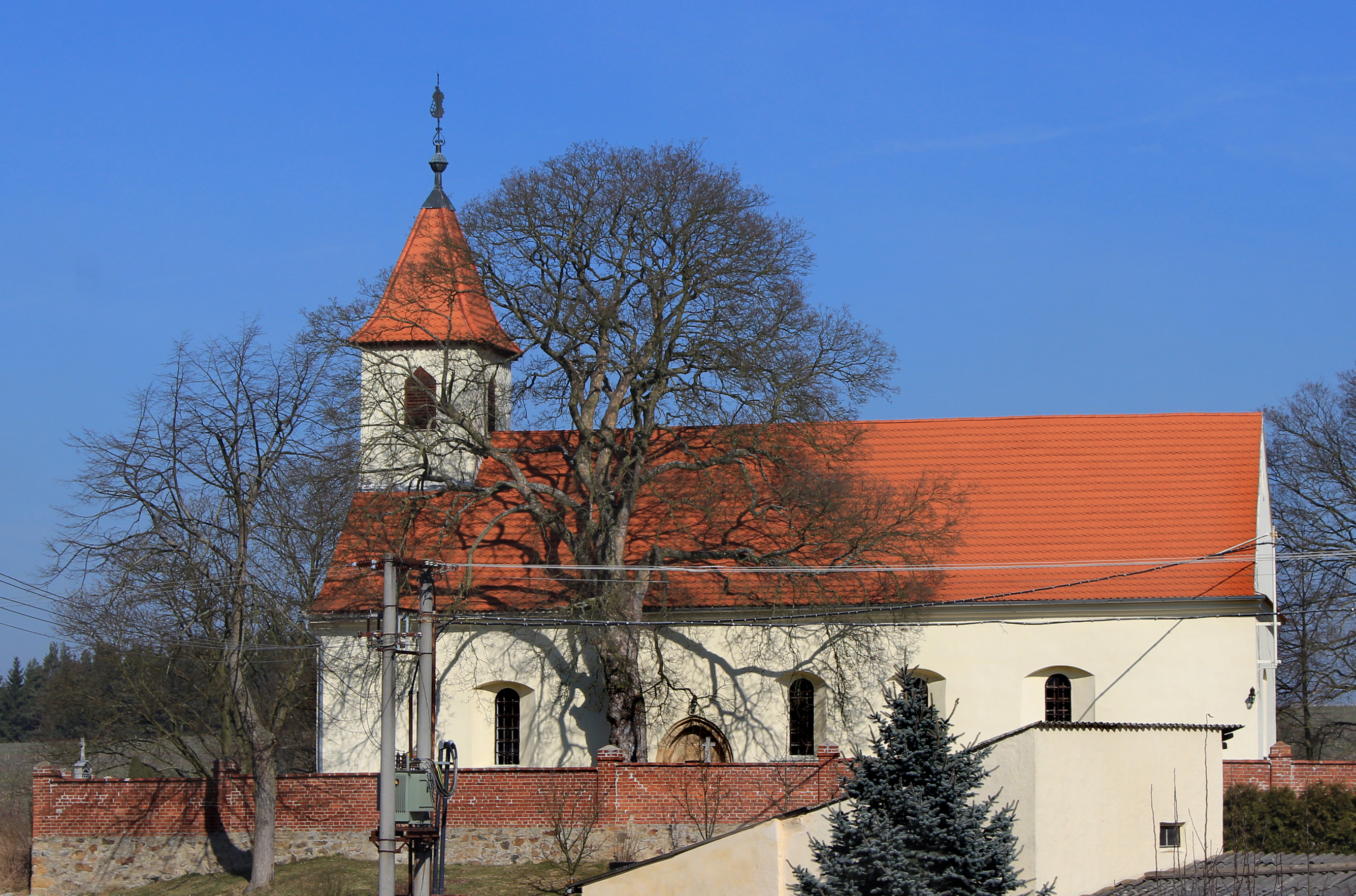
Église Saint-Laurent.

## Transports
Par la route, Sulislav se trouve à 7 km de Stříbro, à 25 km de Plzeň, à 41 km de Tachov et à 124 km de Prague. 